# خواجه محمد صفوی
خواجه محمد صفوی پسر شیخ جنید، رهبر طریفت طریقت صفویه بود (۱۴۴۷–۱۴۶۰) بود که از یکی از همسران صیغه‌ای چرکس او متولد شده بود.  او (نا) برادری بزرگ‌تر شیخ حیدر بود، جانشین شیخ جنید به عنوان رهبر صفویه، و به این ترتیب عمو بنیانگذار سلسله صفوی، اسماعیل، بود.  او یک برادر دیگر به نام خواجه جمشید داشت که در یکی از مبارزات شیخ حیدر در جنوب داغستان کشته شده بود.  تنها خواهر بازمانده خواجه محمد، شاه‌پاشا خاتون، با محمد بیگ تالش، یک فرمانده نظامی اهل خلخال که بعدها سرپرست (تبدیل لله) اسماعیل اول شد و نقش محوری در رسیدن او به قدرت در اوایل قرن شانزدهم میلادی داشت ازدواج کرده بود  